# NGC 5565
NGC 5565 – prawdopodobnie gwiazda znajdująca się w gwiazdozbiorze Panny. Jej jasność obserwowana wynosi 15,5m. Skatalogował ją Lewis A. Swift 14 czerwca 1884 roku jako obiekt typu „mgławicowego”. Istnieją też sugestie, że obiekt NGC 5565 to zdublowana obserwacja galaktyki NGC 5563.